# Vicente Faustino Zazpe
Vicente Faustino Zazpe Zarategui (Buenos Aires, 15 de fevereiro de 1920 – Santa Fé, 24 de janeiro de 1984) foi um arcebispo da Igreja Católica na Argentina. É conhecido por sua defesa das orientações do Concílio Vaticano II em sua pastoral e pela defesa dos direitos humanos durante a ditadura argentina.

## Biografia
Vicente Faustino foi o único filho de uma família originária de Navarra. Estudou no Colégio Nacional de Buenos Aires; trabalhou na paróquia de São Francisco Xavier, no bairro de Palermo Viejo; cursou medicina até o terceiro ano na Universidade de Buenos Aires; e, em 1942, ingressou no Seminário Metropolitano de Villa Devoto, onde estudou humanidades, filosofia e teologia. Foi ordenado padre em 28 de novembro de 1948, pela Arquidiocese de Buenos Aires.
Após sua ordenação, foi nomeado vigário da Basílica de Santa Rosa Lima. Durante esses anos, foi assessor da Ação Católica, assessor nacional do Conselho Superior de Estudantes Secundários e também vice-assessor da Ação Católica Argentina. Em 1950, criou e lançou uma campanha de “pregação de rua”, através de vários lugares e avenidas de Buenos Aires, principalmente para os jovens. Entre 1959-1960, atuou no bairro de Belgrano, onde comprou uma casa e construiu a paróquia de Nossa Senhora de Lourdes, e depois passou para Nossa Senhora de Luján, no bairro de Flores.
Em 12 de junho de 1961, o Papa João XXIII o nomeou primeiro bispo de Rafaela. Recebeu a ordenação episcopal em 3 de setembro seguinte, na Basílica de Santa Rosa de Lima, em Buenos Aires, pelo arcebispo Antonio Cardeal Caggiano; os principais co-consagradores foram os bispos Manuel Menéndez, de San Martín, e Juan José Iriarte, de Reconquista. Foi instalado em sua sé em 12 de outubro.
Nos anos seguintes, participou das quatro sessões do Concílio Vaticano II. O Papa Paulo VI o nomeou em 3 de agosto de 1968 como Arcebispo Coadjutor de Santa Fé e Arcebispo Titular de Aquaviva. Foi instalado em sua nova posição em 26 de outubro seguinte e sucedeu ao Cardeal Nicolás Fasolino em 13 de agosto de 1969.
Monsenhor Vicente foi vice-presidente da Conferência Episcopal Argentina por três períodos (entre 1973 e 1982). Também representou os bispos argentinos nos Sínodos Episcopais de 1971 e 1974, em Roma, nas assembleias do Conselho Episcopal Latino-Americano, realizadas em 1968, em Medellín, e em 1979, em Puebla.
Em 15 de agosto de 1982, enquanto se dirigia para a cidade de San Carlos, o carro do arcebispo foi atingido na traseira por um caminhão. Dadas as circunstâncias semelhantes às mortes de outros bispos, levantou-se a possibilidade de não ser um acidente comum. Sua saúde se deteriorou após o episódio, resultando em sua morte em 24 de janeiro de 1984, de hemorragia cerebral, no Centro de Pesquisa Neurológica e Psiquiátrica da cidade de Santa Fé.

## Por uma igreja dos pobres
No início de seu episcopado, Monsenhor Zazpe foi profundamente influenciado pelo Vaticano II. Entre suas intervenções nas sessões do concílio, falou sobre os instrumentos da comunicação social, a necessidade de uma recepção latino-americana e a crise das vocações sacerdotais. Foi um dos bispos que, pouco antes da conclusão do concílio, assinaram o Pacto da Catacumbas. Além de se identificar com as orientações pastorais, atuou a favor da recepção do Concílio tanto na América Latina, com a conferência de Medellín (1968), como na Argentina, com o documento de San Miguel (1969). Também foi membro da Comissão Episcopal Pastoral (COEPAL), da qual surgiria a “teologia do povo ou da cultura”. Também valorizava a atuação dos leigos e foi um dos primeiros bispos argentinos a ordenar diáconos permanentes.
O bispo ainda acompanhou a difusão do Manifesto dos 18 bispos do Terceiro Mundo (1967), liderado por Dom Helder Câmara, que gerou o Movimento de Sacerdotes para o Terceiro Mundo (MSTM); em 1970, já como arcebispo, participou em Santa Fé do III Encontro Nacional do MSTM. No Conselho Episcopal Latino-Americano, foi um dos editores do Documento de Puebla, e se tornou um homem de consulta e referência para um grupo significativo de bispos mais jovens. Sua opção preferencial pelos pobres se mostrava ainda na sua austeridade e afastamento da opulência característica de seu antecessor, incluindo a venda de objetos caros para investir em ações da arquidiocese.
Como um dos bispos de referência de Paulo VI, Monsenhor Zazpe foi representante do papa diante de um conflito entre Dom Enrique Angelelli e alguns paroquianos que resistiam ao cuidado pastoral do Bispo de La Rioja. Após sua visita, Zazpe elaborou um relatório favorável a Angelelli e defendeu que sua renúncia não deveria ser aceita. Mesmo diante do clima violento durante a visita, Zazpe repetiu em várias ocasiões que “Angelelli não é comunista nem marxista, mas um bispo em total comunhão com o Papa”. Também realizou visitas pastorais e pregou exercícios espirituais em Cuba em janeiro de 1976, a pedido do papa, e em agosto do mesmo ano ao Equador, a convite de Dom Leónidas Proaño, para um Encontro de Pastoral Indígena, o qual foi suspenso pela ditadura, e onde 17 bispos foram presos, incluindo ele, acusados de serem marxistas e de participar de uma conspiração política. Adolfo Pérez Esquivel foi uma das pessoas presas e companheiro do arcebispo na prisão.
Essas diversas ações do Arcebispo Zazpe o fizeram ser rechaçado por muitos, inclusive do episcopado, recebendo desconfiança, indiferença e até calúnias.

## Crítico da ditadura argentina
Vicente Faustino Zazpe permaneceu como uma das vozes críticas à ditadura argentina, ainda que muitas vezes tímido e evitando determinados assuntos, e um dos poucos bispos comprometidos com a defesa dos direitos humanos. Contudo, ele também criticou as ações violentas das guerrilhas de esquerda.

No início de 1970, Zazpe avaliou a situação do país:
“Não há dúvida de que apenas um grupo das Forças Armadas desempenha um papel decisivo no processo. Por outro lado, a presença exagerada de oficiais aposentados ou da ativa em organizações de poder – públicas e privadas – projeta uma imagem que deve ser corrigida para o bem das Forças Armadas. [...] Tenho a impressão de que entramos, devido à violência e ao terrorismo, em um clima de guerra civil incipiente."
Sua crítica foi transmitida em três estações de rádio, mas a censura não permitiu que fosse transmitida na rádio estatal e a emissora comercial também a censurou; somente a estação da universidade transmitiu a mensagem. O então presidente da Conferência Episcopal Argentina convocou uma coletiva de imprensa para afirmar que a mensagem de Zazpe não se aplicava a toda a Igreja Argentina, já que ele não falava em nome da conferência.
Em agosto de 1976, fez a homilia após o atentado sofrido pelo bispo Angelelli e no ano seguinte, também foi responsável pela homilia de Carlos Horacio Ponce de León, bispo de San Nicolás, morto em acidente sob suspeita. Em suas mensagens dominicais na rádio da Universidad Nacional del Litoral, transmitidas para quase todo o país, denunciava a existência de uma "Argentina secreta", daqueles que não tinham expressão oficial, que não se postavam nem de um lado, nem de outro. Ele visitava os presos políticos na prisão de Coronda e realizou discretas intervenções em favor dos desaparecidos durante o regime ditatorial.
Como liderança dentro do episcopado, Zazpe buscava falar junto com os demais, e não ser uma voz ativa de claro enfrentamento, como fizeram Angelelli e outros bispos. Ainda assim, era alvo de muitas críticas, inclusive uma campanha contrária pelo grupo ultraconservador Tradição, Família e Propriedade.
Em 1982, Arcebispo Zazpe condenou a guerra e aqueles que "...juraram por Deus, pelos Evangelhos e pela Pátria e não cumpriram sua palavra e para aqueles que improvisaram a guerra das Malvinas sem considerar sua loucura e sem pensar nas consequências".
Em 1983, perto do fim do Processo de Reorganização Nacional, rejeitou o documento da Junta Militar que definia como excessos as violações contra os direitos humanos, apontando que "todo o processo anti-subversivo respondia a um plano premeditado”. No mesmo ano, ele renunciou à segunda vice-presidência da Conferência Episcopal, após exigir uma atitude mais firme contra o governo militar, pois se percebia sozinho dentro da cúpula e dentro de sua arquidiocese, além das ameaças que já havia sofrido de polícias e militares.

## Legado
Apesar de sua importância dentro da Igreja Católica na Argentina por mais de duas décadas, a figura de Vicente Faustino Zazpe foi relegada ao esquecimento, inclusive dentro da própria Arquidiocese de Santa Fe, por seu sucessor. Apenas em 2006, mais de vinte anos após sua morte, na primeira etapa do episcopado de Dom Arancedo, foi tomada a decisão de publicar seus "Escritos" (4 volumes de "Cartas e Orientações Pastorais" e seu famoso "Habla el Arzobispo").

Segundo José María Arancedo, então arcebispo de Santa Fé:
"Monsenhor Zazpe foi um homem do Concílio Vaticano II. Esta declaração nos coloca em um momento particular da Igreja com seu significado teológico e pastoral. Sua figura e ministério pastoral ocuparam um lugar de destaque durante o Concílio, assim como naquele período imediatamente posterior que foi vivido com muitas esperanças, mas com as dificuldades típicas de um tempo de primeira aplicação. Lembro-me dele como uma referência clara e comprometida para a Igreja de seu tempo. Sua palavra e seu ensinamento importavam. Foram momentos de reflexão pastoral no contexto de um mundo em mudança com suas luzes e sombras. Seus escritos são um testemunho claro daquele tempo, mas visto e vivido a partir do compromisso pastoral de um Bispo que não hesitei em definir como testemunha e pastor."

Em 2009, o Cardeal Jorge Mario Bergoglio, presidente da Conferência Episcopal Argentina, por ocasião do 25º aniversário da morte de Monsenhor Zazpe, declarou:
“(…) Zazpe era assim: um trabalhador do Reino, um operador do Reino. Não era esta teologia nem aquela teologia: eram as Bem-aventuranças. Ele procurou ser fiel ao chamado de Jesus. E é por isso que ele seguiu o mesmo caminho de Jesus: Zazpe experimentou a desconfiança de muitos cristãos e até mesmo de colegas; Zazpe sofreu difamação e calúnia. E ele fez como Jesus: ficou em silêncio."
Dom Sergio Fenoy, atual arcebispo de Santa Fé de la Vera Cruz, fundou a Associação Dom Zazpe, para manter presentes as mensagens do seu antecessor. A organização coordena atividades em diferentes ambientes, especialmente no campo educacional.

Além de fiéis da própria Arquidiocese, associações como a Fundação Ação Católica Escola de Santidade Pio XI promove uma possível causa de beatificação de Monsenhor Zazpe, apresentando-o como uma de suas Testemunhas.